# Streamline Pictures
Streamline Pictures est un éditeur américain fondé en octobre 1988 dans le but d'importer, de traduire et de distribuer des œuvres d'animation japonaise au cinéma et en VHS. Elle est principalement connue pour avoir distribué et doublé Akira et une partie des œuvres de Hayao Miyazaki. Elle est la première véritable entreprise américaine à s'être spécialisée dans la diffusion de l'animation japonaise.
L'entreprise cesse son activité en 2002.

## Historique
L'entreprise est fondée en octobre 1988 par Carl Macek et Jerry Beck dans le but d'importer, de traduire et de distribuer des œuvres d'animation japonaise au cinéma et en VHS. En mars 1989, l'éditeur distribue son premier film au cinéma, le film d'animation Le Château dans le ciel de Hayao Miyazaki. En 1990, il sort sa première VHS, le documentaire Akira Production Report puis Akira tous deux doublés en anglais.

## Œuvres éditées
- 1989 : Le Château dans le ciel (cinéma)
- 1989 : Mon voisin Totoro
- 1989 : Kiki la petite sorcière
- 1990 : Akira Production Report (VHS)
- 1990 : Akira (VHS)
- 1992 : Twilight of the Cockroaches (laserdisc)
- 1992 : Le Château de Cagliostro
- 1992 : Nadia, le secret de l'eau bleue

## Sources
(en) Fred Patten, Watching Anime, Reading Manga : 25 Years of Essays and Reviews, Stone Bridge Press, 1er septembre 2004, 360 p. (ISBN 978-1-61172-510-0, lire en ligne)